# Aa, Yo ga Akeru
Singles de Berryz Kōbō
Ai no Dangan
(2011) Be Genki -Naseba Naru!-
(2012)
Singles par Berryz Kōbō x Cute (Berikyū)
Amazuppai Haru ni Sakura Saku
(2011)
Aa, Yo ga Akeru (ああ、夜が明ける) est le 27e single du groupe de J-pop Berryz Kōbō.

## Présentation
Le single, écrit, composé et produit par Tsunku, sort le 10 août 2011 au Japon sur le label Piccolo Town. Il se classe 7e à l'Oricon. Il sort également dans trois éditions limitées avec des pochettes différentes, notées « A » et « B » avec chacune en supplément un DVD différent, et « C » sans DVD. Le single ne sort pas cette fois également au format « single V » (DVD). La chanson-titre figurera sur l'album Ai no Album 8 qui sort en février 2012.

## Formation
Membres créditées sur le single :
- Saki Shimizu
- Momoko Tsugunaga
- Chinami Tokunaga
- Māsa Sudō
- Miyabi Natsuyaki
- Yurina Kumai
- Risako Sugaya

## Liste des titres
Single CD
1. Aa, Yo ga Akeru (ああ、夜が明ける?)
2. Otona ni wa Nari Takunai Hayaku Otona ni Naritai (大人にはなりたくない 早く大人になりたい?)
3. Aa, Yo ga Akeru (Instrumental) (ああ、夜が明ける...?)

DVD de l'édition limitée "A"
1. Aa, Yo ga Akeru (Dance Shot Ver.) (ああ、夜が明ける...?)

DVD de l'édition limitée "B"
1. Aa, Yo ga Akeru (Close-up Ver.) (ああ、夜が明ける...?)